# Land- und Stadtgericht Rastenburg
Das Land- und Stadtgericht Rastenburg war von 1824 bis 1849 ein preußisches Land- und Stadtgericht mit Sitz in Rastenburg.

## Geschichte
Mit Wirkung ab 1. Januar 1824 wurden das Stadtgericht Rastenburg und das Justizamt Rastenburg sowie die Patrimonialgerichte Skattnick und Mickelnick aufgelöst und aus deren Bezirken (soweit nicht Teile des Amts Rastenburg zwei anderen Gerichtsbezirken zugewiesen wurden) das Land- und Stadtgericht Rastenburg gebildet. Es war ein Untergericht 2. Klasse (also nicht als Kollegialgericht verfasst) im Sprengel des Oberlandesgerichts Königsberg. Dem Gericht waren 4 Patrimonialgerichte zur Verwaltung als für sich bestehende Gerichte zugewiesen.
1837 umfasste der Gerichtsbezirk die Stadt Rastenburg mit 3786 Gerichtseingesessenen und 71 Ortschaften mit 8805 Gerichtseingesessenen (zusammen also 12.591 Gerichtseingesessene). Am Gericht waren ein Stadt- und Landrichter, ein Assessor und fünf weitere Mitarbeiter beschäftigt.
Nach der Märzrevolution 1848 wurden 1849 im rechtsrheinischen Preußen einheitlich Kreisgerichte gebildet. In Rastenburg entstand die Gerichtsdeputation Rastenburg des Kreisgerichts Rössel.